# Desa Pabelan (administrativ by i Indonesien, lat -7,55, long 110,76)
Desa Pabelan är en administrativ by i Indonesien.   Den ligger i provinsen Jawa Tengah, i den västra delen av landet, 500 km öster om huvudstaden Jakarta.